# 전자 껍질
화학과 원자물리학에서, 전자 껍질(Electron shell)은 전자가 원자의 원자핵 주위를 도는 궤도라고 생각할 수 있다. 원자핵에 가장 가까운 껍질은 "1 껍질"(또는 "K 껍질")이라고 불리며, 그 다음에는 "2 껍질"(또는 "L 껍질"), 그 다음에는 "3 껍질"(또는 "M 껍질") 등 원자핵에서 점점 더 멀어진다. 이 껍질들은 주양자수(n = 1, 2, 3, 4 ...)에 해당하거나, 엑스선 표기법에 사용되는 문자(K, L, M, ...)로 알파벳 순서로 표시된다. 일반적인 주기율표의 각 주기는 전자 껍질을 나타낸다.
각 껍질은 정해진 수의 전자만 담을 수 있다. 첫 번째 껍질은 최대 두 개의 전자를 가질 수 있고, 두 번째 껍질은 최대 여덟 개의 전자를 가질 수 있으며, 세 번째 껍질은 18개를 가질 수 있다. 일반적인 공식은 n번째 껍질이 최대 2(n2)개의 전자를 가질 수 있다. 전자가 이러한 껍질에 존재하는 이유에 대한 설명은 전자 배열을 참조하라.
각 껍질은 하나 이상의 부껍질로 구성되어 있으며, 각 부껍질은 하나 이상의 원자 궤도로 구성되어 있다.

## 역사
1913년, 닐스 보어는 원자 모델을 제안하며 전자의 순차적 궤도 배열을 제시했다. 당시 보어는 원자의 크기가 커짐에 따라 원자의 내부 궤도 용량이 8개의 전자로 늘어날 수 있도록 했으며, "아래 그림에서 이 [외부] 고리의 전자 수는 해당 원소의 정상적인 원자가와 임의로 같게 놓여진다"고 했다. 이러한 제약 조건과 다른 제약 조건들을 사용하여, 그는 현재 알려진 처음 6개 원소에 대해서만 일치하는 배열을 제안했다. "위에서 우리는 가벼운 원자의 전자 배열에 대해 다음과 같은 가능한 체계로 이끌린다."
| 원소 | 껍질당 전자 수 | 원소 | 껍질당 전자 수 | 원소 | 껍질당 전자 수 |
| ---- | -------------- | ---- | -------------- | ---- | -------------- |
| 1    | 1              | 9    | 4, 4, 1        | 17   | 8, 4, 4, 1     |
| 2    | 2              | 10   | 8, 2           | 18   | 8, 8, 2        |
| 3    | 2, 1           | 11   | 8, 2, 1        | 19   | 8, 8, 2, 1     |
| 4    | 2, 2           | 12   | 8, 2, 2        | 20   | 8, 8, 2, 2     |
| 5    | 2, 3           | 13   | 8, 2, 3        | 21   | 8, 8, 2, 3     |
| 6    | 2, 4           | 14   | 8, 2, 4        | 22   | 8, 8, 2, 4     |
| 7    | 4, 3           | 15   | 8, 4, 3        | 23   | 8, 8, 4, 3     |
| 8    | 4, 2, 2        | 16   | 8, 4, 2, 2     | 24   | 8, 8, 4, 2, 2  |

껍질 용어는 1913년 보어 모형의 아르놀트 조머펠트 수정에서 유래했다. 이 시기에 보어는 발터 코셀과 함께 일하고 있었는데, 코셀의 1914년과 1916년 논문에서 궤도를 "껍질"이라고 불렀다. 조머펠트는 보어의 행성 모델을 유지했지만, 일부 원소의 미세 분광 구조를 설명하기 위해 약간 타원형 궤도(추가 양자수 틀:엘와 m으로 특징지어진)를 추가했다. 동일한 주양자수(n)를 갖는 다수의 전자는 보어 모델의 원형 궤도(궤도가 평면으로 묘사된) 대신 양의 두께를 갖는 "껍질"을 형성하는 가까운 궤도를 가졌다.
전자 껍질의 존재는 찰스 바클라와 헨리 모즐리 (물리학자)의 엑스선 흡수 연구에서 처음으로 실험적으로 관찰되었다. 모즐리의 작업은 원자 껍질 연구와 직접적인 관련이 없었는데, 그는 주기율표가 무게가 아닌 핵의 양성자 전하에 따라 배열된다는 것을 증명하려고 했기 때문이다. 그러나 전기적으로 중성인 원자의 전자 수가 양성자 수와 같기 때문에 이 작업은 닐스 보어에게 매우 중요했으며, 그는 1962년 인터뷰에서 모즐리의 작업을 여러 번 언급했다. 모즐리는 닐스 보어처럼 러더퍼드 그룹의 일원이었다. 모즐리는 칼슘과 아연 사이의 모든 원소에서 방출되는 X선 주파수를 측정했고, 원소가 무거워질수록 주파수가 커진다는 것을 발견했다. 이는 전자가 더 낮은 껍질로 이동할 때 X선을 방출한다는 이론으로 이어졌다. 이는 전자가 코셀의 껍질에 있으며 껍질당 명확한 한계가 있다는 결론으로 이어졌고, 이를 K, L, M, N, O, P, Q 문자로 표기했다. 이 용어의 기원은 알파벳 순서였다. 모즐리와 독립적으로 X선 분광학 실험가로 일했던 바클라는 1909년 원소에 X선을 쏘았을 때 두 가지 다른 유형의 산란을 처음 발견하고 이를 "A"와 "B"라고 명명했다. 바클라는 이 두 가지 유형의 엑스선 회절을 설명했다. 첫 번째는 실험에 사용된 물질의 유형과 관련이 없었고 편광될 수 있었다. 그가 "형광"이라고 불렀던 두 번째 회절 빔은 조사된 물질에 따라 달라졌다. 당시에는 이러한 선이 무엇을 의미하는지 알 수 없었지만, 1911년에 바클라는 "A" 이전에 산란 선이 있을 수 있다고 판단하고 "K"에서 시작했다. 그러나 나중에 실험에서 K 흡수선은 가장 안쪽 전자에 의해 생성된다는 것이 밝혀졌다. 이 문자는 나중에 보어 모형에 사용된 n 값 1, 2, 3 등과 일치하는 것으로 밝혀졌다. 이들은 분광학적 지그반 표기법에 사용된다.
전자 껍질 구조에 전자를 할당하는 작업은 1913년부터 1925년까지 많은 화학자와 몇 명의 물리학자에 의해 계속되었다. 닐스 보어는 화학자의 주기율표 정의 작업을 따른 몇 안 되는 물리학자 중 한 명이었으며, 아르놀트 조머펠트는 아톰바우 접근 방식을 통해 고전 궤도 물리학 관점에서 스펙트럼의 미세 구조를 설명할 수 있는 상대론적으로 작동하는 원자 모델을 만들려고 노력하는 데 더 많은 노력을 기울였다. 화학을 따르지 않은 알베르트 아인슈타인과 어니스트 러더퍼드는 화학적 관점에서 주기율표의 전자 껍질 이론을 개발하던 화학자들, 예를 들어 어빙 랭뮤어, 찰스 루즐리 베리, J. J. 톰슨, 길버트 뉴턴 루이스 등의 존재를 알지 못했다. 이들은 모두 보어 모델에 첫 번째 껍질에 최대 2개, 다음 껍질에 8개 등의 수정을 도입했으며, 외부 전자 껍질의 원자가를 설명하고 외부 껍질에 전자를 추가하여 원자를 구성하는 역할을 했다. 따라서 보어가 1922년에 전자 껍질 원자 이론을 발표했을 때 이론에 대한 수학적 공식이 없었다. 그래서 러더퍼드는 그의 결론에 도달한 방법을 "어떻게 알았는지 아이디어를 형성하기 어렵다"고 말했다. 아인슈타인은 보어의 1922년 논문에 대해 "원자의 전자 껍질과 화학에 대한 그들의 중요성은 기적처럼 보였고 오늘날에도 기적처럼 보인다"고 말했다. 화학자들의 전자 구조에 대한 견해를 잘 알고 있던 보어와 달리 아톰바우의 전자 구조를 따랐던 아르놀트 조머펠트는 보어의 1921년 강의와 1922년 껍질 모델에 관한 논문에 대해 "1913년 이후 원자 구조에서 가장 큰 진전"이라고 말했다. 그러나 닐스 보어의 전자 껍질 개발은 기본적으로 화학자 찰스 루즐리 베리의 1921년 논문에 제시된 이론과 동일했다.
좀머펠트-보어 모형의 전자 껍질 구조에 대한 연구가 계속되면서 좀머펠트는 "궤도의 크기, 궤도의 모양, 궤도가 향하는 방향을 설명하는 세 가지 '양자수' n, k, m을 도입했다." k는 볼츠만 상수에 사용되므로 방위 양자수는 ℓ로 변경되었다. 하이젠베르크의 행렬 역학과 슈뢰딩거 방정식에 기반한 현대 양자역학 이론이 제시되었을 때, 이 양자수들은 현재 양자 이론에서 유지되었지만, n은 주양자수로, m은 자기양자수로 변경되었다.
그러나 오늘날에도 사용되는 전자 껍질 모델의 최종 형태는 1923년 에드문드 스토너가 n번째 껍질이 2(n2)으로 설명된다는 원리를 도입하면서 발견되었다. 1925년에 이를 본 볼프강 파울리는 현대 전자 껍질 이론을 완성하기 위해 초기 양자론 시대의 좀머펠트-보어 태양계 원자 모델에 네 번째 양자수, "스핀"을 추가했다.

## 부껍질

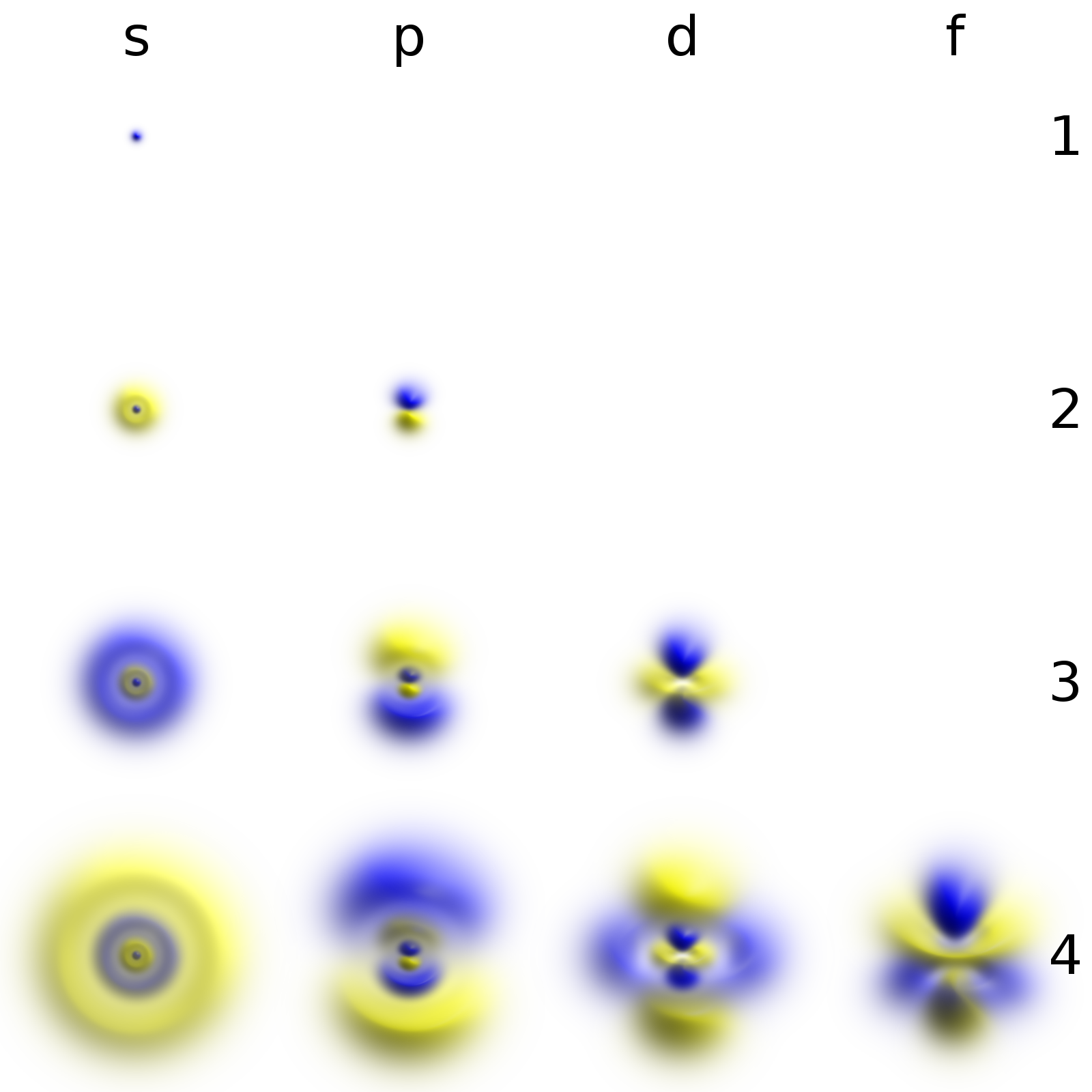
수소 유사 원자 궤도의 3D 보기. 확률 밀도와 위상을 보여준다 (g 궤도 이상은 표시되지 않음).

각 껍질은 하나 이상의 부껍질로 구성되어 있으며, 부껍질 자체는 원자 궤도로 구성되어 있다. 예를 들어, 첫 번째 (K) 껍질에는 1s라고 하는 하나의 부껍질이 있다. 두 번째 (L) 껍질에는 2s와 2p라고 하는 두 개의 부껍질이 있다. 세 번째 껍질에는 3s, 3p, 3d가 있다. 네 번째 껍질에는 4s, 4p, 4d, 4f가 있다. 다섯 번째 껍질에는 5s, 5p, 5d, 5f가 있으며 이론적으로는 알려진 어떤 원소의 바닥 상태 전자 배치에서도 차지되지 않는 5g 부껍질에 더 많은 전자를 가질 수 있다. 가능한 다양한 부껍질은 다음 표에 나와 있다.
| 부껍질 기호 | ℓ | 최대 전자 수 | 포함하는 껍질                | 역사적 이름            |
| ----------- | - | ------------ | ---------------------------- | ---------------------- |
| s           | 0 | 2            | 모든 껍질                    | sharp                  |
| p           | 1 | 6            | 2번째 껍질 이상              | principal              |
| d           | 2 | 10           | 3번째 껍질 이상              | diffuse                |
| f           | 3 | 14           | 4번째 껍질 이상              | fundamental            |
| g           | 4 | 18           | 5번째 껍질 이상 (이론적으로) | (f 다음의 알파벳 순서) |

- 첫 번째 열은 "부껍질 기호"이며, 부껍질 유형을 나타내는 소문자 기호이다. 예를 들어, "4s 부껍질"은 첫 번째 행에 설명된 유형(s)을 가진 네 번째(N) 껍질의 부껍질이다.
- 두 번째 열은 부껍질의 방위 양자수(ℓ)이다. 정확한 정의는 양자역학과 관련이 있지만, 이는 부껍질을 특징짓는 숫자이다.
- 세 번째 열은 해당 유형의 부껍질에 넣을 수 있는 최대 전자 수이다. 예를 들어, 맨 위 행은 각 s 유형 부껍질(1s, 2s 등)에 최대 2개의 전자를 가질 수 있다고 말한다. 다음의 각 부껍질(p, d, f, g)은 이전 부껍질보다 4개 더 많은 전자를 가질 수 있다.
- 네 번째 열은 해당 유형의 부껍질을 가진 껍질을 나타낸다. 예를 들어, 위 두 행을 보면 모든 껍질은 s 부껍질을 가지고 있으며, 두 번째 껍질 이상만 p 부껍질을 가지고 있다 (즉, "1p" 부껍질은 없다).
- 마지막 열은 s, p, d, f 기호의 역사적 기원을 제공한다. 이들은 원자 스펙트럼 선에 대한 초기 연구에서 유래했다. 다른 기호인 g, h, i는 마지막 역사적으로 유래된 기호인 f 다음의 알파벳 순서이다.

## 각 껍질의 전자 수
각 부껍질은 최대 4틀:엘 + 2개의 전자를 가질 수 있다. 즉, 다음과 같다.
- 각 s 부껍질은 최대 2개의 전자를 가질 수 있다.
- 각 p 부껍질은 최대 6개의 전자를 가질 수 있다.
- 각 d 부껍질은 최대 10개의 전자를 가질 수 있다.
- 각 f 부껍질은 최대 14개의 전자를 가질 수 있다.
- 각 g 부껍질은 최대 18개의 전자를 가질 수 있다.

따라서 s 부껍질만 포함하는 K 껍질은 최대 2개의 전자를 가질 수 있다. s와 p를 포함하는 L 껍질은 최대 2 + 6 = 8개의 전자를 가질 수 있으며, 기타 등등. 일반적으로 n번째 껍질은 최대 2n2개의 전자를 가질 수 있다.
| 껍질 이름 | 부껍질 이름 | 부껍질 최대 전자 수 | 껍질 최대 전자 수         |
| --------- | ----------- | ------------------- | ------------------------- |
| K         | 1s          | 2                   | 2                         |
| L         | 2s          | 2                   | 2 + 6 = 8                 |
| L         | 2p          | 6                   | 2 + 6 = 8                 |
| M         | 3s          | 2                   | 2 + 6 + 10 = 18           |
| M         | 3p          | 6                   | 2 + 6 + 10 = 18           |
| M         | 3d          | 10                  | 2 + 6 + 10 = 18           |
| N         | 4s          | 2                   | 2 + 6 + 10 + 14 = 32      |
| N         | 4p          | 6                   | 2 + 6 + 10 + 14 = 32      |
| N         | 4d          | 10                  | 2 + 6 + 10 + 14 = 32      |
| N         | 4f          | 14                  | 2 + 6 + 10 + 14 = 32      |
| O         | 5s          | 2                   | 2 + 6 + 10 + 14 + 18 = 50 |
| O         | 5p          | 6                   | 2 + 6 + 10 + 14 + 18 = 50 |
| O         | 5d          | 10                  | 2 + 6 + 10 + 14 + 18 = 50 |
| O         | 5f          | 14                  | 2 + 6 + 10 + 14 + 18 = 50 |
| O         | 5g          | 18                  | 2 + 6 + 10 + 14 + 18 = 50 |

이 공식이 원칙적으로 최대값을 제공하지만, 알려진 원소에서는 처음 네 개의 껍질(K, L, M, N)에서만 이 최대값이 달성된다. 알려진 어떤 원소도 한 껍질에 32개 이상의 전자를 가지고 있지 않다. 이는 부껍질이 쌓음 원리에 따라 채워지기 때문이다. 한 껍질에 32개 이상의 전자를 가지는 첫 번째 원소는 8주기 원소의 g-구역에 속할 것이다. 이 원소들은 5g 부껍질에 일부 전자를 가질 것이므로 O 껍질(다섯 번째 주껍질)에 32개 이상의 전자를 가질 것이다.

## 부껍질 에너지 및 채움 순서

여러 전자 원자의 경우 n은 전자의 에너지를 제대로 나타내지 못한다. 일부 껍질의 에너지 스펙트럼은 서로 겹친다.

같은 빨간색 화살표로 교차하는 상태는 동일한 값을 갖는다. 빨간색 화살표의 방향은 상태 채움 순서를 나타낸다.

때때로 껍질의 모든 전자가 동일한 에너지를 가진다고 언급되지만, 이는 근사치이다. 그러나 한 부껍질의 전자들은 정확히 같은 에너지 수준을 가지며, 이후의 부껍질은 이전 부껍질보다 전자당 더 많은 에너지를 가진다. 이 효과는 껍질과 관련된 에너지 범위가 겹칠 정도로 크다.
전자 껍질과 부껍질의 채움은 낮은 에너지의 부껍질에서 높은 에너지의 부껍질로 진행된다. 이는 마델룽 규칙으로도 흔히 알려진 n + ℓ 규칙을 따른다. n + ℓ 값이 낮은 부껍질은 n + ℓ 값이 높은 부껍질보다 먼저 채워진다. n + ℓ 값이 같을 경우, n 값이 낮은 부껍질이 먼저 채워진다.
이 때문에 이후의 껍질은 주기율표의 넓은 영역에 걸쳐 채워진다. K 껍질은 첫 번째 주기(수소와 헬륨)에서 채워지고, L 껍질은 두 번째 주기(리튬에서 네온)에서 채워진다. 그러나 M 껍질은 나트륨(원자 번호 11)에서 채워지기 시작하지만 구리(원자 번호 29)까지 완전히 채워지지 않고, N 껍질은 훨씬 더 느리다. 칼륨(원자 번호 19)에서 채워지기 시작하지만 이터븀(원자 번호 70)까지 완전히 채워지지 않는다. O, P, Q 껍질은 알려진 원소(각각 루비듐, 세슘, 프랑슘)에서 채워지기 시작하지만, 가장 무거운 알려진 원소인 오가네손(원자 번호 118)에서도 완성되지 않았다.

## 껍질당 전자 수가 있는 원소 목록
아래 목록은 원자 번호가 증가하는 순서로 원소를 나열하고 껍질당 전자 수를 보여준다. 언뜻 보기에 목록의 하위 집합은 명확한 패턴을 보여준다. 특히, 헬륨보다 무거운 각 비활성 기체(18족,   노란색) 이전에 있는 5개의 원소 집합(  전기 파란색)은 최외각 껍질에 연속적인 전자 수를 갖는데, 즉 3에서 7까지이다.
테이블을 화학 족으로 정렬하면 추가적인 패턴, 특히 마지막 두 최외각 껍질과 관련하여 나타난다. (원소 57에서 71은 란타넘족에 속하고, 89에서 103은 악티늄족이다.)
아래 목록은 주로 쌓음 원리와 일치한다. 그러나 이 규칙에는 여러 예외가 있다. 예를 들어 팔라듐(원자 번호 46)은 더 낮은 원자 번호를 가진 다른 원자와 달리 다섯 번째 껍질에 전자가 없다. 108번 이후의 원소는 반감기가 너무 짧아서 아직 전자 배열이 측정되지 않았으므로 대신 예측이 삽입되었다.
| Z   | 원소         | 전자 수/껍질                | 족 |
| --- | ------------ | --------------------------- | -- |
| 1   | 수소         | 1                           | 1  |
| 2   | 헬륨         | 2                           | 18 |
| 3   | 리튬         | 2, 1                        | 1  |
| 4   | 베릴륨       | 2, 2                        | 2  |
| 5   | 붕소         | 2, 3                        | 13 |
| 6   | 탄소         | 2, 4                        | 14 |
| 7   | 질소         | 2, 5                        | 15 |
| 8   | 산소         | 2, 6                        | 16 |
| 9   | 플루오린     | 2, 7                        | 17 |
| 10  | 네온         | 2, 8                        | 18 |
| 11  | 나트륨       | 2, 8, 1                     | 1  |
| 12  | 마그네슘     | 2, 8, 2                     | 2  |
| 13  | 알루미늄     | 2, 8, 3                     | 13 |
| 14  | 규소         | 2, 8, 4                     | 14 |
| 15  | 인           | 2, 8, 5                     | 15 |
| 16  | 황           | 2, 8, 6                     | 16 |
| 17  | 염소         | 2, 8, 7                     | 17 |
| 18  | 아르곤       | 2, 8, 8                     | 18 |
| 19  | 칼륨         | 2, 8, 8, 1                  | 1  |
| 20  | 칼슘         | 2, 8, 8, 2                  | 2  |
| 21  | 스칸듐       | 2, 8, 9, 2                  | 3  |
| 22  | 타이타늄     | 2, 8, 10, 2                 | 4  |
| 23  | 바나듐       | 2, 8, 11, 2                 | 5  |
| 24  | 크로뮴       | 2, 8, 13, 1                 | 6  |
| 25  | 망가니즈     | 2, 8, 13, 2                 | 7  |
| 26  | 철           | 2, 8, 14, 2                 | 8  |
| 27  | 코발트       | 2, 8, 15, 2                 | 9  |
| 28  | 니켈         | 2, 8, 16, 2                 | 10 |
| 29  | 구리         | 2, 8, 18, 1                 | 11 |
| 30  | 아연         | 2, 8, 18, 2                 | 12 |
| 31  | 갈륨         | 2, 8, 18, 3                 | 13 |
| 32  | 저마늄       | 2, 8, 18, 4                 | 14 |
| 33  | 비소         | 2, 8, 18, 5                 | 15 |
| 34  | 셀레늄       | 2, 8, 18, 6                 | 16 |
| 35  | 브로민       | 2, 8, 18, 7                 | 17 |
| 36  | 크립톤       | 2, 8, 18, 8                 | 18 |
| 37  | 루비듐       | 2, 8, 18, 8, 1              | 1  |
| 38  | 스트론튬     | 2, 8, 18, 8, 2              | 2  |
| 39  | 이트륨       | 2, 8, 18, 9, 2              | 3  |
| 40  | 지르코늄     | 2, 8, 18, 10, 2             | 4  |
| 41  | 나이오븀     | 2, 8, 18, 12, 1             | 5  |
| 42  | 몰리브데넘   | 2, 8, 18, 13, 1             | 6  |
| 43  | 테크네튬     | 2, 8, 18, 13, 2             | 7  |
| 44  | 루테늄       | 2, 8, 18, 15, 1             | 8  |
| 45  | 로듐         | 2, 8, 18, 16, 1             | 9  |
| 46  | 팔라듐       | 2, 8, 18, 18                | 10 |
| 47  | 은           | 2, 8, 18, 18, 1             | 11 |
| 48  | 카드뮴       | 2, 8, 18, 18, 2             | 12 |
| 49  | 인듐         | 2, 8, 18, 18, 3             | 13 |
| 50  | 주석         | 2, 8, 18, 18, 4             | 14 |
| 51  | 안티모니     | 2, 8, 18, 18, 5             | 15 |
| 52  | 텔루륨       | 2, 8, 18, 18, 6             | 16 |
| 53  | 아이오딘     | 2, 8, 18, 18, 7             | 17 |
| 54  | 제논         | 2, 8, 18, 18, 8             | 18 |
| 55  | 세슘         | 2, 8, 18, 18, 8, 1          | 1  |
| 56  | 바륨         | 2, 8, 18, 18, 8, 2          | 2  |
| 57  | 란타넘       | 2, 8, 18, 18, 9, 2          |    |
| 58  | 세륨         | 2, 8, 18, 19, 9, 2          |    |
| 59  | 프라세오디뮴 | 2, 8, 18, 21, 8, 2          |    |
| 60  | 네오디뮴     | 2, 8, 18, 22, 8, 2          |    |
| 61  | 프로메튬     | 2, 8, 18, 23, 8, 2          |    |
| 62  | 사마륨       | 2, 8, 18, 24, 8, 2          |    |
| 63  | 유로퓸       | 2, 8, 18, 25, 8, 2          |    |
| 64  | 가돌리늄     | 2, 8, 18, 25, 9, 2          |    |
| 65  | 터븀         | 2, 8, 18, 27, 8, 2          |    |
| 66  | 디스프로슘   | 2, 8, 18, 28, 8, 2          |    |
| 67  | 홀뮴         | 2, 8, 18, 29, 8, 2          |    |
| 68  | 어븀         | 2, 8, 18, 30, 8, 2          |    |
| 69  | 툴륨         | 2, 8, 18, 31, 8, 2          |    |
| 70  | 이터븀       | 2, 8, 18, 32, 8, 2          |    |
| 71  | 루테튬       | 2, 8, 18, 32, 9, 2          | 3  |
| 72  | 하프늄       | 2, 8, 18, 32, 10, 2         | 4  |
| 73  | 탄탈럼       | 2, 8, 18, 32, 11, 2         | 5  |
| 74  | 텅스텐       | 2, 8, 18, 32, 12, 2         | 6  |
| 75  | 레늄         | 2, 8, 18, 32, 13, 2         | 7  |
| 76  | 오스뮴       | 2, 8, 18, 32, 14, 2         | 8  |
| 77  | 이리듐       | 2, 8, 18, 32, 15, 2         | 9  |
| 78  | 백금         | 2, 8, 18, 32, 17, 1         | 10 |
| 79  | 금           | 2, 8, 18, 32, 18, 1         | 11 |
| 80  | 수은         | 2, 8, 18, 32, 18, 2         | 12 |
| 81  | 탈륨         | 2, 8, 18, 32, 18, 3         | 13 |
| 82  | 납           | 2, 8, 18, 32, 18, 4         | 14 |
| 83  | 비스무트     | 2, 8, 18, 32, 18, 5         | 15 |
| 84  | 폴로늄       | 2, 8, 18, 32, 18, 6         | 16 |
| 85  | 아스타틴     | 2, 8, 18, 32, 18, 7         | 17 |
| 86  | 라돈         | 2, 8, 18, 32, 18, 8         | 18 |
| 87  | 프랑슘       | 2, 8, 18, 32, 18, 8, 1      | 1  |
| 88  | 라듐         | 2, 8, 18, 32, 18, 8, 2      | 2  |
| 89  | 악티늄       | 2, 8, 18, 32, 18, 9, 2      |    |
| 90  | 토륨         | 2, 8, 18, 32, 18, 10, 2     |    |
| 91  | 프로트악티늄 | 2, 8, 18, 32, 20, 9, 2      |    |
| 92  | 우라늄       | 2, 8, 18, 32, 21, 9, 2      |    |
| 93  | 넵투늄       | 2, 8, 18, 32, 22, 9, 2      |    |
| 94  | 플루토늄     | 2, 8, 18, 32, 24, 8, 2      |    |
| 95  | 아메리슘     | 2, 8, 18, 32, 25, 8, 2      |    |
| 96  | 퀴륨         | 2, 8, 18, 32, 25, 9, 2      |    |
| 97  | 버클륨       | 2, 8, 18, 32, 27, 8, 2      |    |
| 98  | 캘리포늄     | 2, 8, 18, 32, 28, 8, 2      |    |
| 99  | 아인슈타이늄 | 2, 8, 18, 32, 29, 8, 2      |    |
| 100 | 페르뮴       | 2, 8, 18, 32, 30, 8, 2      |    |
| 101 | 멘델레븀     | 2, 8, 18, 32, 31, 8, 2      |    |
| 102 | 노벨륨       | 2, 8, 18, 32, 32, 8, 2      |    |
| 103 | 로렌슘       | 2, 8, 18, 32, 32, 8, 3      | 3  |
| 104 | 러더포듐     | 2, 8, 18, 32, 32, 10, 2     | 4  |
| 105 | 더브늄       | 2, 8, 18, 32, 32, 11, 2     | 5  |
| 106 | 시보귬       | 2, 8, 18, 32, 32, 12, 2     | 6  |
| 107 | 보륨         | 2, 8, 18, 32, 32, 13, 2     | 7  |
| 108 | 하슘         | 2, 8, 18, 32, 32, 14, 2     | 8  |
| 109 | 마이트너륨   | 2, 8, 18, 32, 32, 15, 2 (?) | 9  |
| 110 | 다름슈타튬   | 2, 8, 18, 32, 32, 16, 2 (?) | 10 |
| 111 | 뢴트게늄     | 2, 8, 18, 32, 32, 17, 2 (?) | 11 |
| 112 | 코페르니슘   | 2, 8, 18, 32, 32, 18, 2 (?) | 12 |
| 113 | 니호늄       | 2, 8, 18, 32, 32, 18, 3 (?) | 13 |
| 114 | 플레로븀     | 2, 8, 18, 32, 32, 18, 4 (?) | 14 |
| 115 | 모스코븀     | 2, 8, 18, 32, 32, 18, 5 (?) | 15 |
| 116 | 리버모륨     | 2, 8, 18, 32, 32, 18, 6 (?) | 16 |
| 117 | 테네신       | 2, 8, 18, 32, 32, 18, 7 (?) | 17 |
| 118 | 오가네손     | 2, 8, 18, 32, 32, 18, 8 (?) | 18 |

## 같이 보기
- 주기율표 (전자 배열)
- 전자 세기
- 18 전자 규칙
- 핵 전하